# 范辛铁路
范辛铁路位于许昌、平顶山、漯河三市交会地段，全线归属武汉铁路局漯阜铁路公司管辖。北起平禹铁路范庄站（位于许昌市襄城县境内），南与漯舞铁路辛安站接轨，全长47.625公里，计划投资5.6亿元。范辛铁路的建设沟通河南登封至安徽阜阳，连接焦柳铁路、京广铁路、京九铁路三大干线。全线于2013年五月全线经过验收通车。